# Doddabommanahalli, Jagalur
Doddabommanahalli là một làng thuộc tehsil Jagalur, huyện Davanagere, bang Karnataka, Ấn Độ.